# Transit Elevated Bus
Le Transit Elevated Bus (TEB) est un projet chinois d'autobus conçu pour enjamber la circulation afin de fluidifier le trafic.
Baptisé « straddling bus » (bus « chevauchant » ou « enjambant ») ou 3D Express Coach, un prototype est développé en 2010 par la société chinoise « Shenzhen Hashi Future Parking Equipment Company » et présenté pour la première fois en mai lors du Salon de la haute technologie de Pékin (China Beijing International High-Tech Expo - CHITEC), mais l'expérimentation en condition réelle n'est pas lancée.
Le projet est relancé en 2016, et un prototype roulant est expérimenté, mais le montage financier lié au projet se révèle en fait être une opération publicitaire afin de lever des fonds auprès d'investisseurs chinois, qui seront escroqués pour un montant total de 26 millions de dollars.

## Historique

### Projet

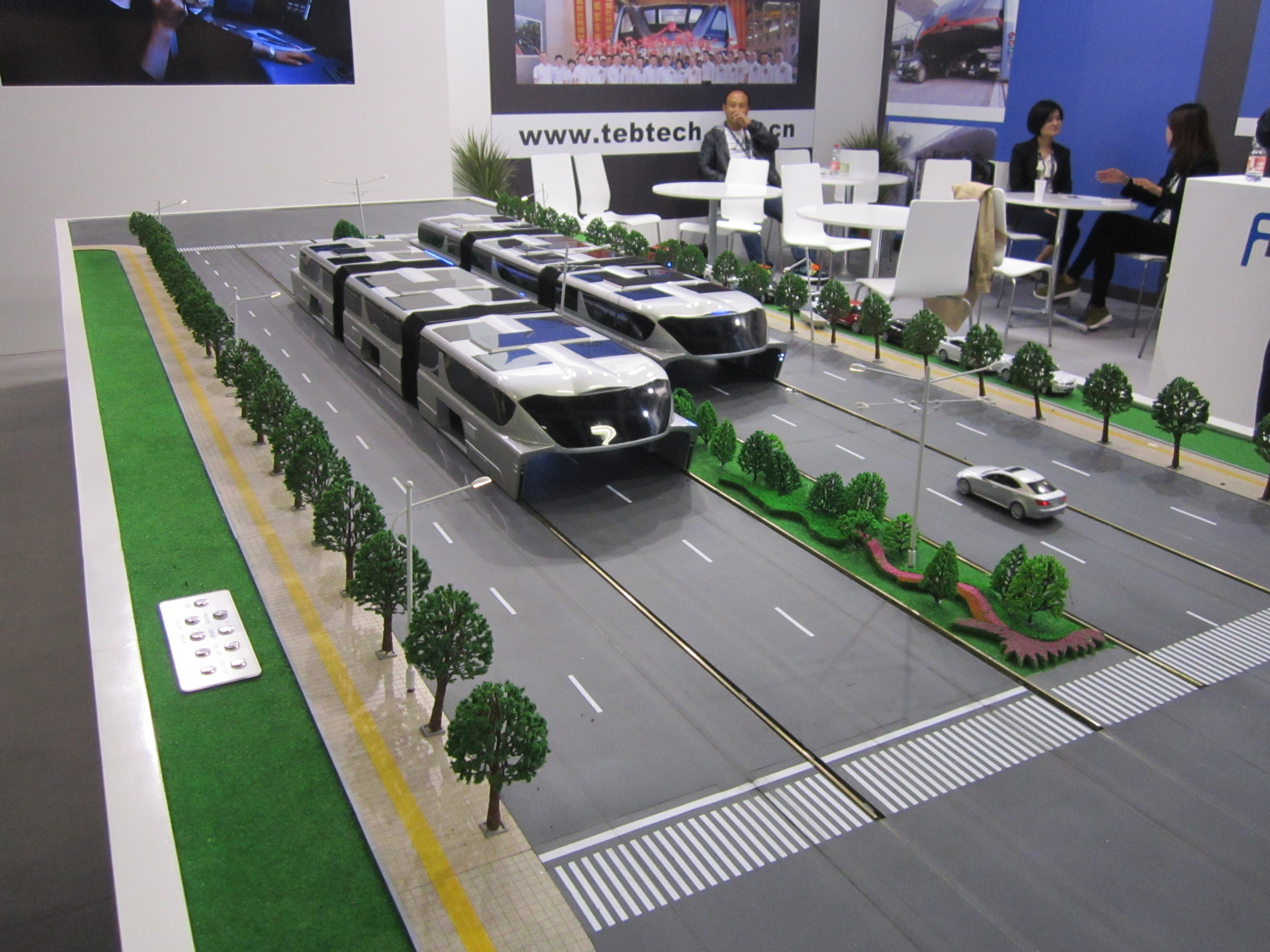
Maquette présentant le projet lors de l'InnoTrans 2016.

En 2010, les premiers essais sont prévus dans le quartier de Mentougou à Pékin, la construction des 186 premiers kilomètres de ligne devant débuter à la fin de l'année,. Mais l'expérimentation n'est pas lancée.
En 2016, le projet est relancé. De nouveaux tests sont conduits dans la ville de Qinhuangdao, à l'est de la province du Hebei en  juillet ou août 2016, selon Song Youzhou, ingénieur responsable du projet. Lors des tests, le bus s'est déplacé lentement sur 300 mètres avant de s'arrêter pour faire embarquer des usagers. À la suite du test, Le Brésil, la France, l'Inde et l’Indonésie ont fait part de leur intérêt pour le projet.

### Découverte de l'arnaque
La supercherie explose en 2016 lorsque, dans un article publié le 23 août par Bloomberg, il est révélé que le projet n'est qu'une arnaque, ; Bai Zhiming, le pdg de l'entreprise censée fabriquer les véhicules, à l'origine de la relance du projet en 2016, s'est en fait servi de celui-ci pour monter une opération publicitaire visant à attirer des investisseurs chinois crédules et effectuer une levée de fonds sur une des nombreuses plateformes en ligne de prêt chinoises (prêt en peer-to-peer) sur lesquelles des investisseurs privés peuvent financer des idées novatrices, ; les 200 investisseurs ayant participé au financement du projet ont été escroqués pour un montant total de 26 millions de dollars. Bai Zhiming promettait aux investisseurs un rendement attractif de 12 %.

## Caractéristiques techniques
Le véhicule prototype mesure 22 mètres de long, 7,8 mètres de large et 4,8 mètres de haut et peut transporter jusqu'à 300 passagers. 